# Talk Talk Talk (The Psychedelic Furs)
Talk Talk Talk è il secondo album in studio del gruppo musicale britannico The Psychedelic Furs, pubblicato nel 1981.

## Tracce

### LP (UK)
Side 1
1. Dumb Waiters – 5:09
2. Pretty in Pink – 3:59
3. I Wanna Sleep with You – 3:17
4. No Tears – 3:14
5. Mr. Jones – 4:03

Side 2
1. Into You Like a Train – 4:35
2. It Goes On – 3:52
3. So Run Down – 2:51
4. All of This and Nothing – 6:25
5. She Is Mine – 3:51

### LP (USA)
Side 1
1. Pretty in Pink – 3:59
2. Mr. Jones – 4:03
3. No Tears – 3:14
4. Dumb Waiters – 5:09
5. She Is Mine – 3:51

Side 2
1. Into You Like a Train – 4:35
2. It Goes On – 3:52
3. So Run Down – 2:51
4. I Wanna Sleep with You – 3:17
5. All of This and Nothing – 6:25

## Formazione
- Richard Butler – voce
- Roger Morris – chitarra
- John Ashton – chitarra
- Tim Butler – basso
- Vince Ely – batteria
- Duncan Kilburn – sassofono, tastiera